# Drużynowe mistrzostwa świata juniorów w speedrowerze
Drużynowe mistrzostwa świata juniorów w speedrowerze (ang. World Junior Team Cycle Speedway Championship) – turniej wyłaniający najlepszą reprezentację do 18. roku życia w speedrowerze. Prowadzony jest przez Międzynarodową Federację Speedrowerową. Pierwsze mistrzostwa odbyły się w 1991 roku w Anglii.

## Medaliści
| Rok  | Miejsce     | Złoto | Srebro | Brąz | Źr.   |
| ---- | ----------- | --- | --- | --- | ----- |
| 1991 | Poole       | Anglia · Scott Nelder · Paul Sprague · Chris Wheatley · Kraig Garland · Steven Ward                                                 | Australia · Colin Osborne · Jason Croft · Lee Collins                                                               | Szkocja · Richard Hunt · Martin Morris · Jay Garriock · Stephen Murphy                                   | [ 1 ] |
| 1995 | Ipswich     | Australia · Matthew Gentle · David Dissel · Lincoln Till · Paul Remphrey · Aaron Sweetman                                           | Anglia · Chris Roberts · Gavin Wheeler · Matthew Bloxham · James Merrick · Leon Yelland                             | Polska · Konrad Kurpisz · Przemysław Siporzyński · Tomasz Walkowiak · Karol Włodarczyk · Szczepan Bauman | [ 1 ] |
| 1997 | Findon      | Australia · Matthew Gentle · Jason Jesson · David Dissel · Paul Remphrey · Bradd Harris                                             | Anglia · Gavin Wheeler · Lee Aris · Mark Everingham · Chris Roberts · James Merrick                                 | Polska · Daniel Kubiak · Tomasz Walkowiak · Karol Włodarczyk · Konrad Kurpisz                            | [ 1 ] |
| 1999 | Poole       | Polska · Daniel Kubiak · Jakub Włodarczyk · Dawid Włodarczyk · Karol Szymański · Tomasz Włodarczyk                                  | Anglia · Shaun Woodhouse · Ricky Gregory · Richard Williamson · Jonathan Hardy · Kevin Marshallsay                  | Szkocja · Craig Newsome · Keith Mabben · Calum Slight · Alan Mackie                                      | [ 1 ] |
| 2001 | Salisbury   | Anglia · Steve Beesley · Mike Morgans · Shaun Woodhouse · Nick Bedson · Wayne Hutt · Mark Boaler                                    | Australia · Damian Ffrench · Calan Ross · Joe Clarke · Russell Weinert · Michael Lynch · David Hartman              | — | [ 1 ] |
| 2003 | Częstochowa | Polska · Maciej Ganczarek · Krzysztof Kowalski · Rafał Duliński · Maciej Karasiński · Kamil Bartkowiak                              | Anglia · Aaron Lowey · Mike Morgans · Darren Slater · Adam Peck · Mark Boaler                                       | Walia · David Carmichael · Nicky Evans · Chris Davies · Ryan Jones · Kieran Jones                        | [ 1 ] |
| 2005 | Findon      | Australia · Mitchell Spear · Lennon Spear · Ryan Edson · Peter Savage · Josh Ison                                                   | Anglia · Daniel Pike · Nick Myhill · Rob Hunt · Simon Gamble · Chris Eaton                                          | Walia · Nick Evans · Ryan Jones · Dave Carmichael · Ryan Hughes · Chris Davies                           | [ 1 ] |
| 2007 | Poole       | Anglia · Joshua Brooke · Tom Hibberd · Tom Colling · Scott Doherty · Chris Timms                                                    | Polska · Marcin Żmuda · Marcin Kołata · Tomasz Bartuszuk · Piotr Jamroszczyk · Bartłomiej Parol                     | Australia · Matt Mathews · Rob Fitzpatrick · Mitchell Spear · Ross Priest · Matt Priest                  | [ 1 ] |
| 2009 | Salisbury   | Australia · Joel Chadwick · Ty Geertsen · Ross Priest · Rob Fitzpatrick · Cody Chadwick · Matt Matthews · Daniel Bax · Farren Wills | Anglia · Carl Jarvis · Jazz Abbott · Jamie Brown · Thomas Reed · Lee Smith · Paul Heard · Jake Williams · Sam Hearn | — | [ 1 ] |
| 2011 | Edenton     | Anglia · Lee Kemp · Vicky Brown · Laura Watson · Aaron Morgan · Joe Kemp · Leyton Glover · Dan Chambers · Matt Smith                | Stany Zjednoczone · Cody Eaves · Shiloh Basnight · Tyler Smith · Cathy Basnight · Alice Knight · Hunter Briley      | — | [ 1 ] |
| 2013 | Findon      | Polska · Michał Sassek · Adam Bożejewicz · Arakdiusz Szymański · Łukasz Marchlewski · Bartosz Grabowski                             | Anglia · Jack Lush · Ashley Hill · Ricki Johnson · Aaron Morgan                                                     | Australia · Shane Bentley · Ryan Greeenhalgh · Mark Sheldon · Trent Forester · Braden Makepeace          | [ 1 ] |
| 2015 | Poole       | Polska · Michał Sassek · Artur Reszelewski · Dawid Bas · Radosław Kochanek · Krzystzof Marczak                                      | Anglia · Matt Hill · Aaron Smith · Jess Moore · Richard Felgett · Brandon Whetton                                   | Australia · Shane Bentley · Brodie Charlson · Brayden Makepeace · Angus Freeman · Matt Snowden           | [ 1 ] |
| 2017 | Salisbury   | Anglia · Brandon Whetton · Ed Morton · Haydn Rowley · Will Jeffery · Ewan Hancox                                                    | Polska · Maciej Stefański · Jakub Kościecha · Patryk Katarzyński · Szymon Tywczyński · Damian Pelaczyk              | Australia · Jack Norman · Darnell Thompson · Brodie Wohlschlager · Matt Snowden · Austinn Jones          | [ 1 ] |
| 2019 | Żołędowo    | Anglia · Will Jeffery · Ben Clarke · Jack Ellis · Lewis Brinkhoff · James Porter                                                    | Polska · Marcel Krzykowski · Radosław Morawiak · Mikołaj Reszelewski · Mikołaj Menz · Patryk Bielaczek              | Walia · Fraser Garnett · Fraser Garnett · Dan Wright · Cameron Gill                                      | [ 1 ] |
| 2023 | Lefevre     | Polska · Arkadiusz Graczyk · Jakub Sawiński · Radosław Morawiak · Kosma Sikorski · Paweł Szkudlarek                                 | Anglia · JJ Wildman · Kenzie Bennett · Feroze Langoo · Leon Penketh · Lewis Foxley                                  | Australia · Blade Blatchford · Blake Frencken · Cody Thomson · Brad Williams · Locke Pearce              | [ 1 ] |

## Klasyfikacja medalowa

### Według państw/krajów
Stan po sezonie 2023
| Lp. | Państwo/Kraj      | Złoto | Srebro | Brąz | Razem |
| --- | ----------------- | ----- | ------ | ---- | ----- |
| 1.  | Anglia            | 6     | 9      | –    | 15    |
| 2.  | Polska            | 5     | 3      | 2    | 10    |
| 3.  | Australia         | 4     | 2      | 5    | 11    |
| 4.  | Stany Zjednoczone | –     | 1      | –    | 1     |
| 5.  | Walia             | –     | –      | 3    | 3     |
| 6.  | Szkocja           | –     | –      | 2    | 2     |

### Według zawodników
Stan po sezonie 2023
Tabela obejmuje pierwszą 10. najbardziej utytułowanych zawodników.
| Lp. | Zawodnik          | Państwo/Kraj | Lata      | Złoto | Srebro | Brąz | Razem |
| --- | ----------------- | ------------ | --------- | ----- | ------ | ---- | ----- |
| 1.  | David Dissel      | Australia    | 1995–1997 | 2     | –      | –    | 2     |
| 1.  | Matthew Gentle    | Australia    | 1995–1997 | 2     | –      | –    | 2     |
| 1.  | Paul Remphrey     | Australia    | 1995–1997 | 2     | –      | –    | 2     |
| 1.  | Michał Sassek     | Polska       | 2013–2015 | 2     | –      | –    | 2     |
| 1.  | Will Jeffery      | Anglia       | 2017–2019 | 2     | –      | –    | 2     |
| 6.  | Shaun Woodhouse   | Anglia       | 1999–2001 | 1     | 1      | –    | 2     |
| 6.  | Mark Boaler       | Anglia       | 2001–2003 | 1     | 1      | –    | 2     |
| 6.  | Mike Morgans      | Anglia       | 2001–2003 | 1     | 1      | –    | 2     |
| 6.  | Aaron Morgan      | Anglia       | 2011–2013 | 1     | 1      | –    | 2     |
| 6.  | Brandon Whetton   | Anglia       | 2015–2017 | 1     | 1      | –    | 2     |
| 6.  | Radosław Morawiak | Polska       | 2019–2023 | 1     | 1      | –    | 2     |